# Tołmaczowo (obwód nowosybirski)
Tołmaczowo (ros. Толмачёво) – wieś (sieło) w Rosji, w obwodzie nowosybirskim, w rejonie nowosybirskim. W 2021 liczyła 9242 mieszkańców.